# Björka flygbas
Björka flygbas eller Sjöbo-Björka flygbas (IATA: -, ICAO: ESFJ) är en före detta militär flygbas, cirka 4 km väster om Sjöbo i Skåne län.

## Historik
Flygbasen anlades mellan september 1939 och juli 1940, och bestod till en början av ett gräsfält på 1000x1000 meter. Fältet blev den första moderna flygbasen inom Flygvapnet och benämndes Fält 1. År 1956 anlades en rullbana på 2000 meter, och flygbasen anpassades till Bas 60-systemet. På västra sidan om rullbanan anlades jordkulehangarer och söder om rullbanan en taxibana. Under år 1994 hölls den sista övningen vid basen, och år 1998 upphörde all flygverksamhet vid basen. Flygbasen kom dock att kvarstå i Flygvapnets organisation fram till år 2001. Även om basen utgick ur Flygvapnets organisation, så kvarstod basen som Björka övningsfält inom Försvarsmakten. Vilket bland annat kan ses genom de kulisser som anlagts på rullbanan. Spåren från Flygvapnets verksamhet är fortfarande påtagliga med taxibanor, skyddade flygplansuppställningsplatser och dylikt.